# Pine Line Trail
Il Pine Line Trail è un percorso ferroviario statunitense, nella contea di Taylor (Medford) e nella contea di Price, in Wisconsin. Il percorso effettivo è lungo 42,2 km; è chiamato così per le enormi quantità di pino bianco orientale spedite tramite la locomozione su quella rotta tra il 1876 e il 1988, dal Wisconsin Central Railroad, e per le incantevoli conifere che ora si estendono sui lati della pista.
Il Pine Line Trail è aperta a mezzi di trasporto non motorizzati, ed ai rispettivi sport ed attività, come ciclismo, trekking e jogging, per il periodo che va da aprile a novembre compresi. motoslitte e ATV sono ammesse sul percorso dal 1º dicembre al 31 marzo (tempo permettendo). Non ci sono tasse per il noleggio annuale. Sulla pista sono regolarmente programmati alcuni eventi annuali, come la maratona e Dairyland Volksmarsch, che si tiene il quarto sabato del mese di aprile.